# Polygonia l-album
Polygonia l-album är en fjärilsart som beskrevs av Eugen Johann Christoph Esper 1785. Polygonia l-album ingår i släktet Polygonia och familjen praktfjärilar. Inga underarter finns listade i Catalogue of Life.